# イオングリーン電力
イオングリーン電力株式会社（英称：ION GREEN ELECTRICITY CO., LTD.）は、愛知県名古屋市に本社がある電力会社。

## 概要
イオングリーン電力株式会社は、イオンフレックスグループの一社で東海地区を中心に太陽光発電を用いた電力・再生可能エネルギー事業を行う特定規模電気事業者である。イメージキャラクターに浅田舞と小林拓一郎を起用している。

## 沿革
- 1998年（平成10年）4月 - 株式会社イオンフレックス創業
- 2009年（平成21年）2月 - 株式会社イオンフレックス東海設立
- 2014年（平成26年）5月 - 社名をイオングリーン電力株式会社に変更